# یاکوپو آمیگونی
یاکوپو آمیگونی (ایتالیایی: Jacopo Amigoni؛ ۱۶۸۲ – ۱۷۵۲) نقاش اهل ایتالیا بود.
وی که در قرن ۱۸ میلادی به فعالیت میپرداخته آثار به سبک باروک و روکوکو و موضوع تک‌چهره بوده است.

## نگارخانه

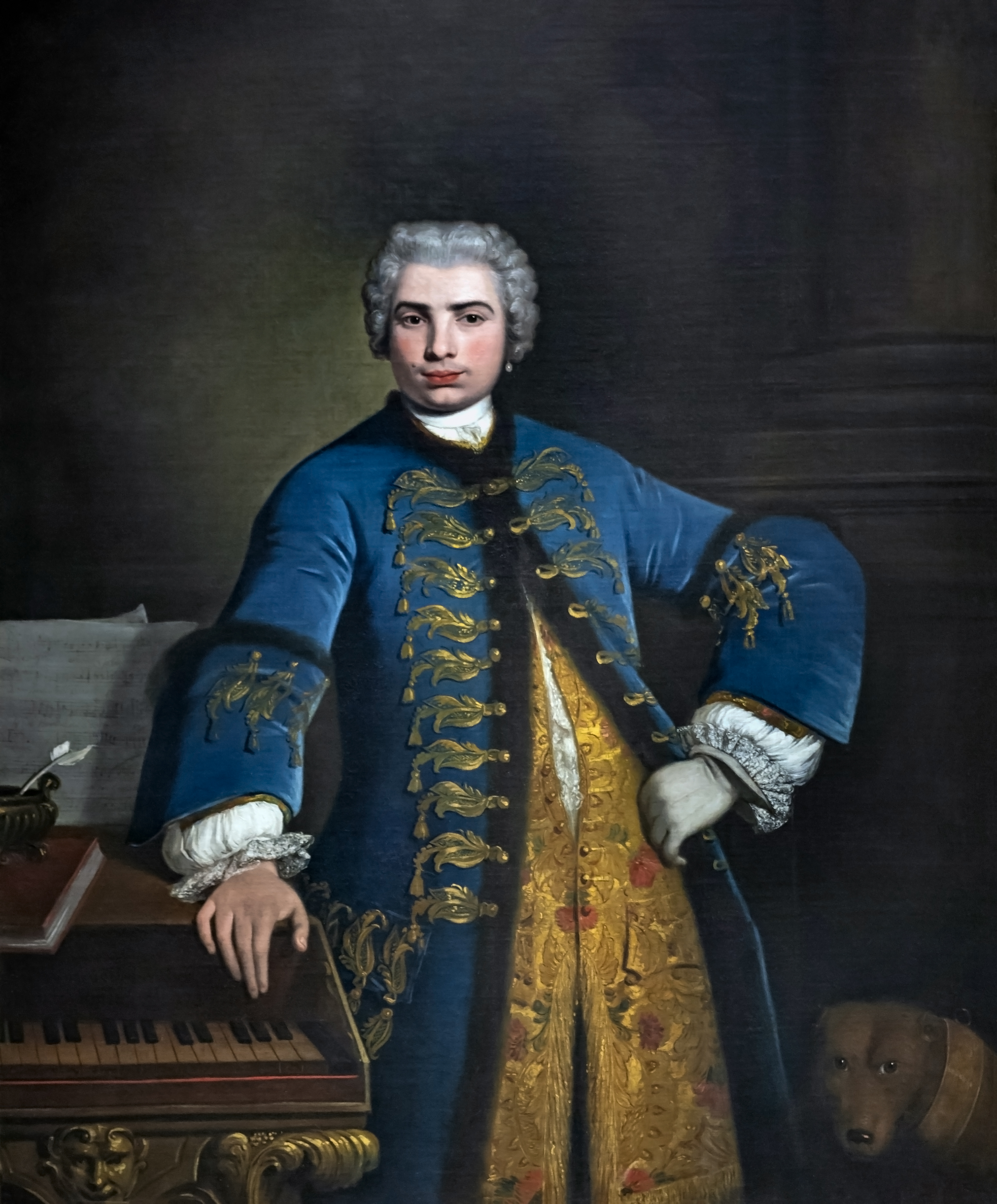
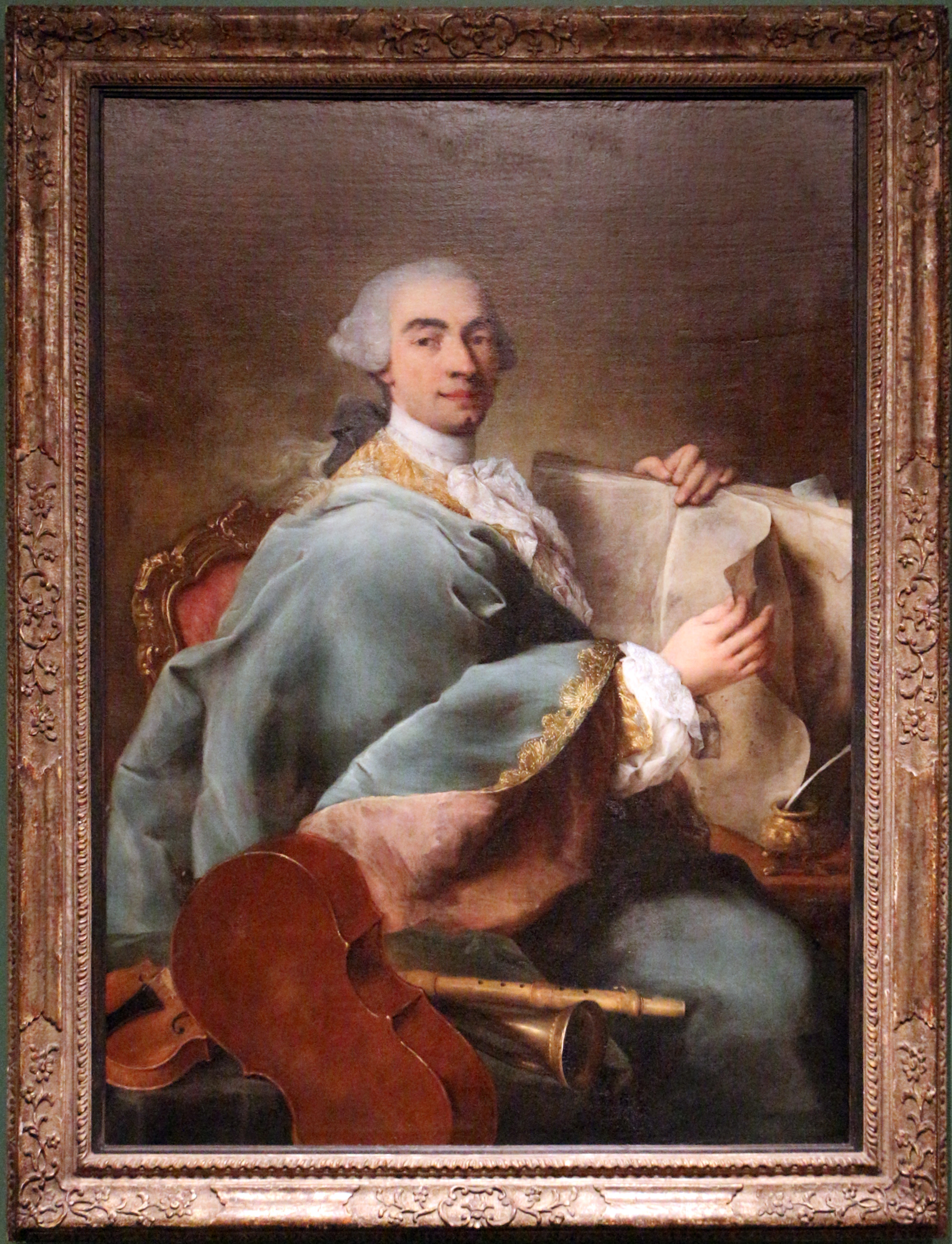
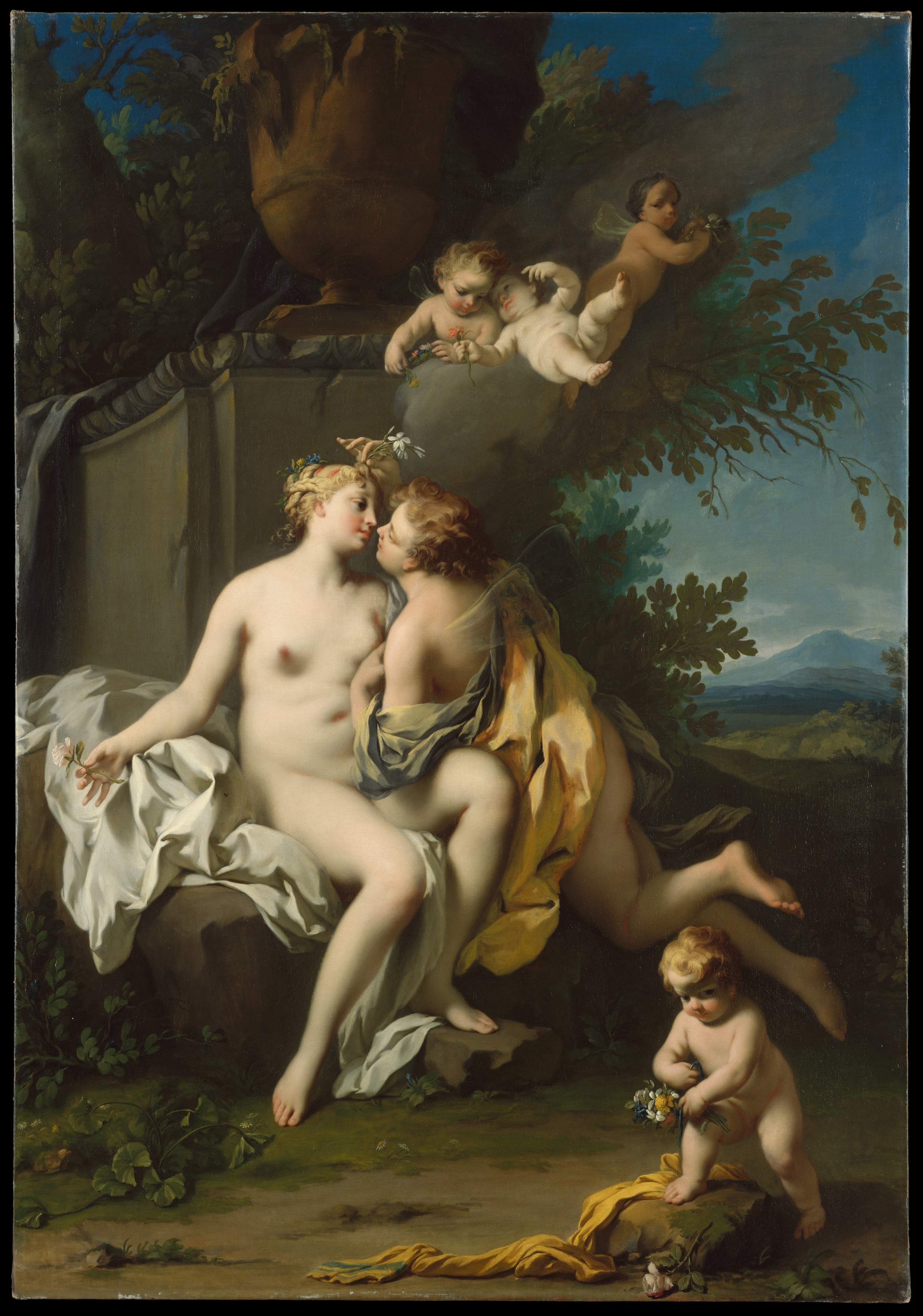
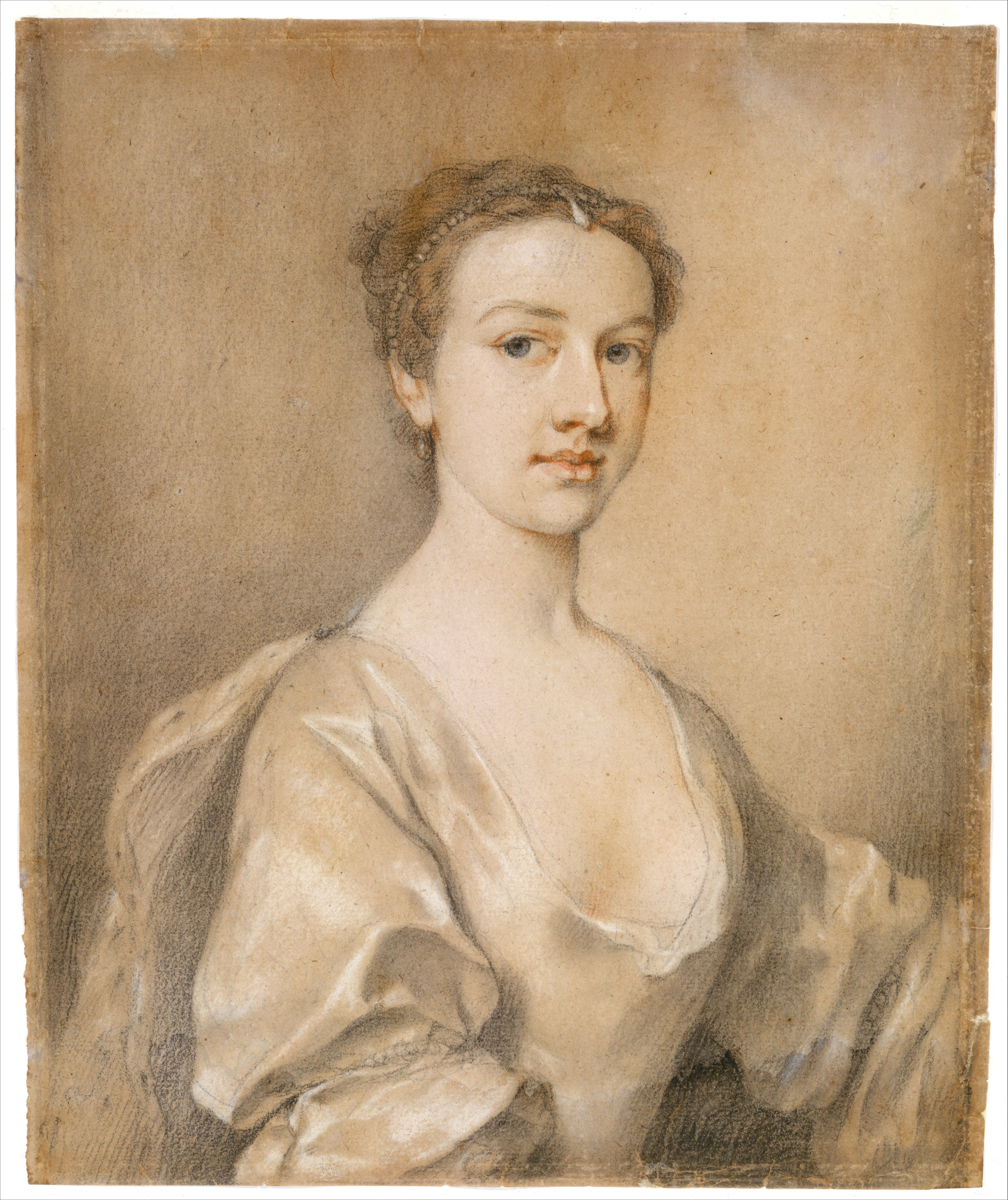
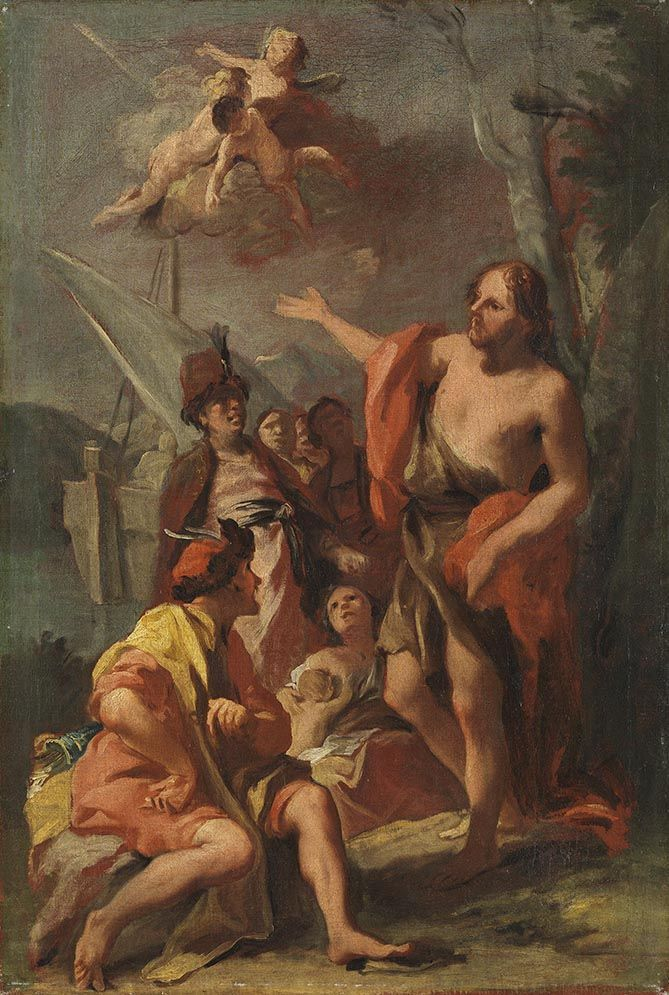